# Bysjön (Sidensjö socken, Ångermanland)
Bysjön är en sjö i Örnsköldsviks kommun i Ångermanland och ingår i Nätraåns huvudavrinningsområde. Sjön är 21,5 meter djup, har en yta på 2,06 kvadratkilometer och är belägen 92 meter över havet. Sjön avvattnas av vattendraget Nätraån. Vid provfiske har bland annat abborre, gers, gädda och lake fångats i sjön.

## Delavrinningsområde
Bysjön ingår i det delavrinningsområde (702392-162470) som SMHI kallar för Utloppet av Bysjön. Medelhöjden är 135 meter över havet och ytan är 12,85 kvadratkilometer. Räknas de 133 avrinningsområdena uppströms in blir den ackumulerade arean 675,21 kvadratkilometer. Avrinningsområdets utflöde Nätraån mynnar i havet. Avrinningsområdet består mestadels av skog (54 procent) och jordbruk (15 procent). Avrinningsområdet har 1,98 kvadratkilometer vattenytor vilket ger det en sjöprocent på 15,4 procent. Bebyggelsen i området täcker en yta av 0,44 kvadratkilometer eller 3 procent av avrinningsområdet.

## Fisk
Vid provfiske har följande fisk fångats i sjön:
- Abborre
- Gärs
- Gädda
- Lake
- Mört
- Nors